# Breonia sphaerantha
Breonia sphaerantha là một loài thực vật có hoa trong họ Thiến thảo. Loài này được (Baill.) Homolle ex Ridsdale mô tả khoa học đầu tiên năm 1975.